# Yes, Nós Temos Braguinha
Yes, Nós Temos Braguinha foi o enredo apresentado pela Estação Primeira de Mangueira no desfile das escolas de samba do Rio de Janeiro do carnaval de 1984, o primeiro realizado no Sambódromo da Marquês de Sapucaí. O samba-enredo homônimo foi composto por Jurandir, Hélio Turco, Comprido, Arroz e Jajá. Pela primeira vez na história, o desfile da primeira divisão foi dividido em duas noites, sendo que, em cada noite venceria uma escola diferente. A Mangueira participou do desfile da segunda noite, iniciado na segunda-feira de carnaval. Com o desfile, a escola conquistou o seu 13.º título no carnaval carioca.
O enredo da Mangueira homenageou o compositor Braguinha. O título do enredo faz referência a uma marchinha carnavalesca de Braguinha, "Yes, Nós Temos Bananas". O enredo foi criado pelo carnavalesco Max Lopes, que conquistou seu primeiro título no carnaval. O desfile teve a presença de famosos como Sidney Magal e Gretchen, além de mangueirenses ilustres como Alcione e Beth Carvalho. Aos 77 anos de idade, Braguinha desfilou no tripé que abriu o desfile. Ao final da apresentação, a escola deu meia-volta na pista, iniciando um novo cortejo no sentido contrário, da Praça da Apoteose para a Avenida Presidente Vargas. O movimento entrou pra história do carnaval como um dos momentos mais marcantes da folia carioca.
Especialistas apontaram problemas de evolução, mas elogiaram o desfile. A Mangueira foi a agremiação mais premiada do Estandarte de Ouro de 1984, recebendo quatro prêmios, incluindo o principal, de melhor escola do ano. Na avaliação dos jurados do carnaval, a Mangueira perdeu apenas dois pontos: um no quesito Conjunto e outro em Comissão de Frente; vencendo com sete pontos de vantagem sobre a vice-campeã, Mocidade Independente de Padre Miguel.
Com o resultado, a Mangueira foi classificada para o Supercampeonato, disputado no sábado seguinte ao carnaval entre as melhores colocadas das duas noites de desfiles. A escola foi saudada pelo público com gritos de "campeã" e repetiu a meia-volta na pista realizada no desfile de segunda-feira. Confirmando o favoritismo, a Mangueira se sagrou supercampeã, conquistando seu 14.º título no carnaval. A escola perdeu apenas um ponto, no quesito Bateria, vencendo com dois pontos de vantagem sobre a vice-campeã, Portela.

## Antecedentes

### Retrospecto
A Estação Primeira de Mangueira chegou ao carnaval de 1984 enfrentando um jejum de dez anos sem vitórias. O último título conquistado pela escola foi no carnaval de 1973, com "Lendas do Abaeté". A Mangueira ainda foi vice-campeã nos carnavais de 1975, 1976 e 1978. Nesse período, houve a ascensão de escolas de samba patrocinadas por bicheiros (contraventores do jogo do bicho), como Beija-Flor com Anísio Abraão David, Mocidade Independente com Castor de Andrade, e Imperatriz Leopoldinense com Luizinho Drummond; além de Portela com Carlinhos Maracanã e Salgueiro com Osmar Valença. Sem patrono, a Mangueira parecia não conseguir competir com o poderio econômico das escolas patrocinadas. Até que, em abril de 1983, a Mangueira elegeu Djalma dos Santos (Djalma Preto) para a presidência da escola. Ele já havia presidido a escola entre 1970 e 1974. Fora do carnaval, Djalma trabalhava para dois bicheiros: Manoel Nunes Areas (Manola) e José Petrus Kalil (Zinho). Djalma levou os dois para a Mangueira. Manola assumiu a vice-presidência da escola e Zinho foi o presidente do Conselho Deliberativo. Além de patrocinar o desfile de 1984, Manola e Zinho financiaram um filme sobre a escola (Fala Mangueira), levaram a agremiação para fazer uma série de shows, e fizeram a disputa de samba-enredo para 1984 no Maracanãzinho. Segundo Zinho, o desfile de 1984 custou entre 350 e 400 milhões de cruzeiros. Desse total a escola teria investido apenas 20 milhões. 9 milhões seriam de subvenção da Riotur e 11 milhões da venda de direito de transmissão para a televisão. Uma pequena parte dos custos foi doada pelos próprios integrantes da Mangueira. A maior quantia, cerca de 270 milhões de cruzeiros, foi financiada por Zinho e Manola.
"Nós estamos fazendo um trabalho diferente na Mangueira. Nós não nascemos no morro, apenas somos mangueirenses e estávamos afastados da escola por causa das brigas internas e da violência que havia nos ensaios. O pessoal de lá chamou o Djalma, que impôs como condição ser chapa única e nos levar. Eles aceitaram, não por bom gosto, mas porque não tinham outra solução, estavam nas cinzas. Mas nós resolvemos respeitar o trabalho do morro e decidimos não entrar 'de sola', não 'sair mandando', dando ordens. Quem entende de samba são eles. Nós resolvemos trabalhar por fora, para ganhar a confiança de todos. E deu certo."
— Zinho, sobre sua chegada à Mangueira junto com Manola.

### Construção do sambódromo
No dia 11 de setembro de 1983, o então governador do Rio de Janeiro, Leonel Brizola, anunciou a construção de um local definitivo para os desfiles, o que acabaria com as montagens e desmontagens das arquibancadas de ferro, que causavam prejuízos financeiro e ao trânsito da cidade. O projeto foi executado pelo arquiteto Oscar Niemeyer e concluído em cinco meses, sendo inaugurado no dia 2 de março de 1984. Inicialmente denominado Avenida dos Desfiles, o local ficou popularmente conhecido como "sambódromo", termo criado pelo então vice-governador do Rio, Darcy Ribeiro, idealizador da obra. O sambódromo foi construído na Rua Marquês de Sapucaí, onde desde 1978 eram realizados os desfiles das escolas de samba. Ao final da pista de desfile foi construída a Praça da Apoteose, onde as agremiações deveriam apresentar uma evolução especial para o público. A ideia causou polêmica entre os sambistas, que alegaram não ter sido consultados quando o projeto estava sendo idealizado, e que a tradição das escolas de samba era evoluir de maneira contínua até a dispersão, sem o "espetáculo" final proposto pelos idealizadores do sambódromo.
Pela primeira vez, o desfile da primeira divisão do carnaval carioca foi dividido em duas noites. A ideia, sugerida pela AESCRJ, foi acatada pela Riotur devido a grande quantidade de escolas de samba. Ficou definido que uma escola seria campeã da primeira noite de desfiles (iniciada no domingo) e outra escola venceria a segunda noite (iniciada na segunda-feira), sendo que os dois desfiles teriam comissões julgadoras diferentes. Cada agremiação teve 85 minutos para se apresentar, sendo quinze minutos para evoluir na Praça da Apoteose. No sábado seguinte aos desfiles seria realizada uma nova apresentação, valendo o título de supercampeã, disputada pelas três primeiras colocadas do desfile de domingo mais as três melhores classificadas do desfile de segunda-feira e as duas primeiras colocadas do Grupo 1-B (a segunda a divisão do carnaval).

## O enredo

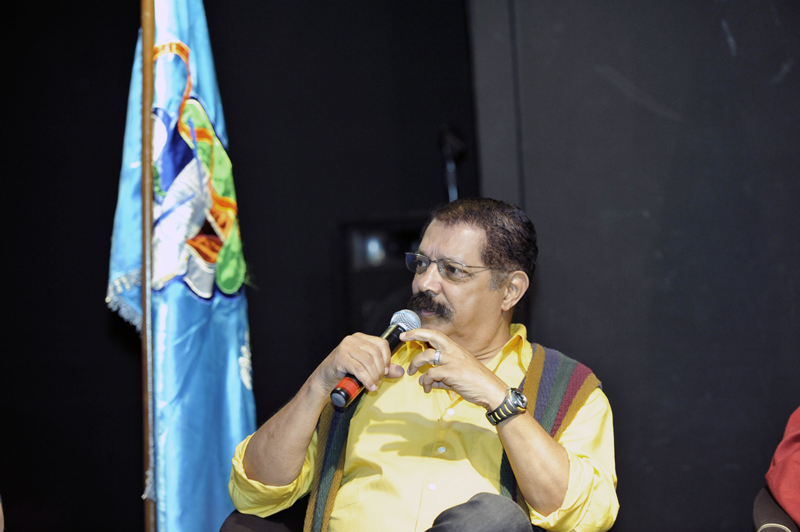
Max Lopes, carnavalesco e autor do enredo sobre Braguinha.

O enredo homenageou o compositor Carlos Alberto Ferreira Braga, conhecido como Braguinha ou João de Barro. O título do enredo ("Yes, Nós Temos Braguinha") faz referência a uma marchinha carnavalesca de Braguinha, "Yes, Nós Temos Bananas". O enredo foi criado pelo carnavalesco Max Lopes, que assinava seu segundo carnaval consecutivo na Mangueira. A ideia de homenagear Braguinha surgiu após Max "perder" um enredo sobre o compositor Lamartine Babo. Em meados de 1979, o Salgueiro contratou Max Lopes, que sugeriu um enredo sobre Lamartine. Max chegou a desenvolver o enredo e desenhar as fantasias e alegorias. Porém, durante a preparação para o desfile, o presidente Osmar Valença reassumiu o Salgueiro e demitiu o carnavalesco. O enredo foi considerado fraco por Osmar, e também foi trocado. No carnaval de 1981, Arlindo Rodrigues desenvolveu um enredo sobre Lamartine na Imperatriz Leopoldinense e a escola foi campeã. Max começou a pesquisar sobre Braguinha que, segundo o carnavalesco, "tinha uma história linda e relativamente parecida com o Lamartine".
O enredo foi dividido em três setores, que fazem referência aos estilos de composições de Braguinha: músicas românticas, de festas juninas e de carnaval.
- Setor 1: "A Bela Época"

Com referência a Belle Époque brasileira, período em que Braguinha nasceu, o primeiro setor do enredo remete ao nascimento e infância do compositor, além de suas músicas românticas como "Laura", "Carinhoso" e "A Saudade Mata a Gente".
- Setor 2: "Festa Junina"

O segundo setor faz referência às músicas de festas juninas como "Mané Fogueteiro", "Noites de Junho" e "Capelinha de Melão".
- Setor 3: "Carnaval"

O terceiro e último setor do enredo faz referência às marchinhas de carnaval compostas por Braguinha, como "Chiquita Bacana", "Balancê" e "Tem Gato na Tuba e termina lembrando de carnavais de outros tempos, rememorando, com saudosismo, de figuras como Arlequim, Pierrot e Colombina.

## O samba-enredo
O samba-enredo do desfile foi composto por Jurandir, Hélio Turco, Comprido, Arroz e Jajá. Álvaro Caetano, o Alvinho, também compôs o samba, mas não pôde assinar a obra porque tinha apenas dois anos como integrante da ala de compositores da escola. O samba foi oficialmente lançado no álbum Sambas de Enredo das Escolas de Samba do Grupo 1A - Carnaval 84, com interpretação de Jurandir, um dos compositores da obra. Na época, o intérprete oficial da Mangueira, Jamelão, não gravava os sambas da escola.
Letra
A letra do samba faz diversas referências à composições de Braguinha, como "As Pastorinhas" e "Yes, Nós Temos Banana" ("Vem... Ouvir de novo o meu cantar / Vem... Ouvir as pastorinhas / À luz de um pássaro cantor / Yes, nós temos Braguinha"); "Primavera no Rio" ("Bela época / Quando o poeta floresceu / Oh! meu Rio / Então cantando amanheceu"); "Fim de Semana em Paquetá", "Carinhoso", "Laura" e "A Saudade Mata a Gente" ("Num fim de semana em Paquetá / Ouvi Carinhoso / Amei ao luar / Laura... que não sai da minha mente / Morena a saudade mata a gente"). O refrão do meio remete às composições de festejos juninos como "Mané Fogueteiro" ("Hoje tem fogueira / Viva São João! / Mané Fogueteiro / Vai soltar balão"). A seguir, o samba faz alusão às composições carnavalescas de Braguinha ("Carnaval! / O povo vibra de alegria / Ao cantar a tua poesia") e lembra de figuras de carnavais antigos, como Arlequim, Pierrot e Colombina, contemplando a parte final do enredo ("Será que hoje tudo já mudou? / Onde andará o Arlequim tão sonhador? / Chora Pierrot, chora! / Se a tua Colombina foi embora"). Em seguida, o samba faz referência às marchinhas "A Mulata É a Tal" e "Linda Lourinha" ("Canta! / A mulata é a tal / Salve a lourinha / Dos olhos claros de cristal"). O refrão principal do samba-enredo cita a música "Balancê" ("É no balancê, balancê / Eu quero ver balançar / É no balanço que a Mangueira vai passar").

## O desfile
A Mangueira participou da primeira noite de desfiles (segunda-feira), competindo com Beija-Flor, Mocidade Independente, Imperatriz, Vila Isabel, Estácio de Sá e Unidos da Ponte. A Mangueira foi a sétima, e última, agremiação a se apresentar, iniciando seu desfile com o dia claro, na manhã da terça-feira de carnaval. A escola desfilou com cerca de três mil e oitocentos componentes, 45 alas, três grandes alegorias, e outros vinte tripés e quadripés menores. Em pesquisa realizada pelo IBOPE com o público no Sambódromo, a Mangueira foi eleita a melhor escola das duas noites. A seguir, o roteiro do desfile:
Setor 1: "A Bela Época"

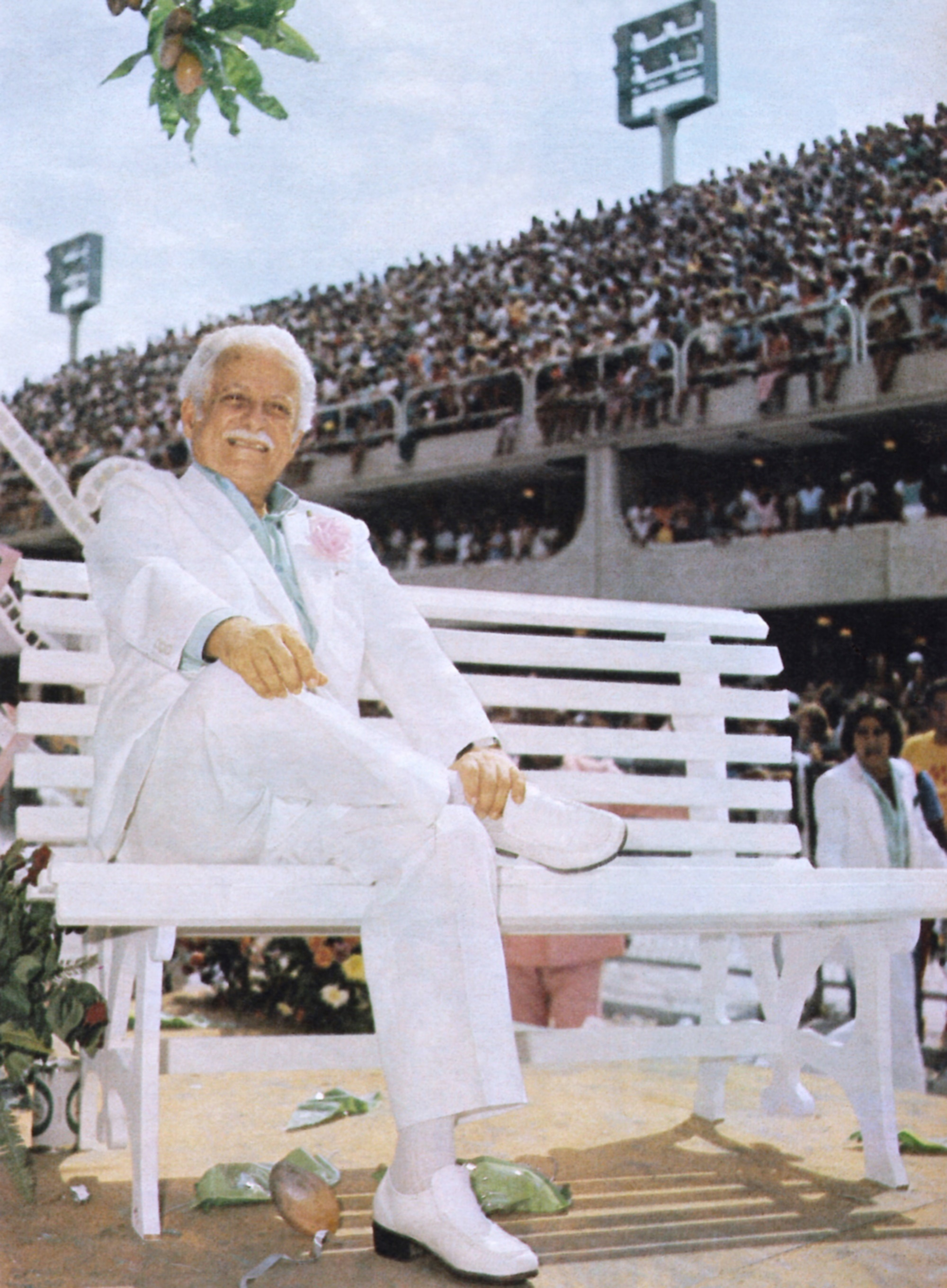
Braguinha no tripé que abriu o desfile.

- Destaque de Chão José Antônio, com fantasia em verde e rosa, abriu o desfile carregando um estandarte com o nome do enredo.
- Tripé "Mangueira": Braguinha sentado num banco de praça, ao lado de uma escultura de mangueira (árvore) com tronco em forma de mulher, representando a casa do João-de-barro, ave que apelida Braguinha. Dona Zica desfilou ao lado do tripé.
- Comissão de Frente: sete casais com figurinos inspirados na Belle Époque, em referência ao período em que Braguinha nasceu. Homens vestiam fraque verde e bengala e mulheres figurino rosa e sombrinha.
- Alegoria 1: uma grande escultura de gramofone, ladeada por quatro quadripés com mulheres em cima. Desfilaram na alegoria e nos quadripés: Tânia Scher, Abenaide, Maria Solange, Maria Ramos, Vanda Ferreira, Nádia Richa, Maria Helena Vieira, Margarida e Lídia.

A seguir, desfilaram alas com fantasias em tons de rosa, simbolizando as músicas "Primavera no Rio", "Seu Libório", "Fim de Semana em Paquetá", "Laura", "Carinhoso", e "A Saudade Mata a Gente":
- Alas Turistas, Aliados, Invencíveis, Gatinhas e G.E.O.K.
- Ala Fidalgos.
- Ala Águias da Mangueira.
- Alas Firmeza, Esforçados e Nobres.
- Primeiro casal de mestre-sala e porta-bandeira, Robertinho e Tidinha, com fantasias prateadas com plumas cor-de-rosa.
- Grupo de Destaques.
- Grupo G.A-20.
- Quadripé "O Jardim", com inspiração na arquitetura da Belle Époque brasileira. Desfilaram no quadripé cinco crianças e as destaques de luxo Marlene Arruda, Tânia Índio do Brasil e Vanusa.

Setor 2: "Festa Junina"

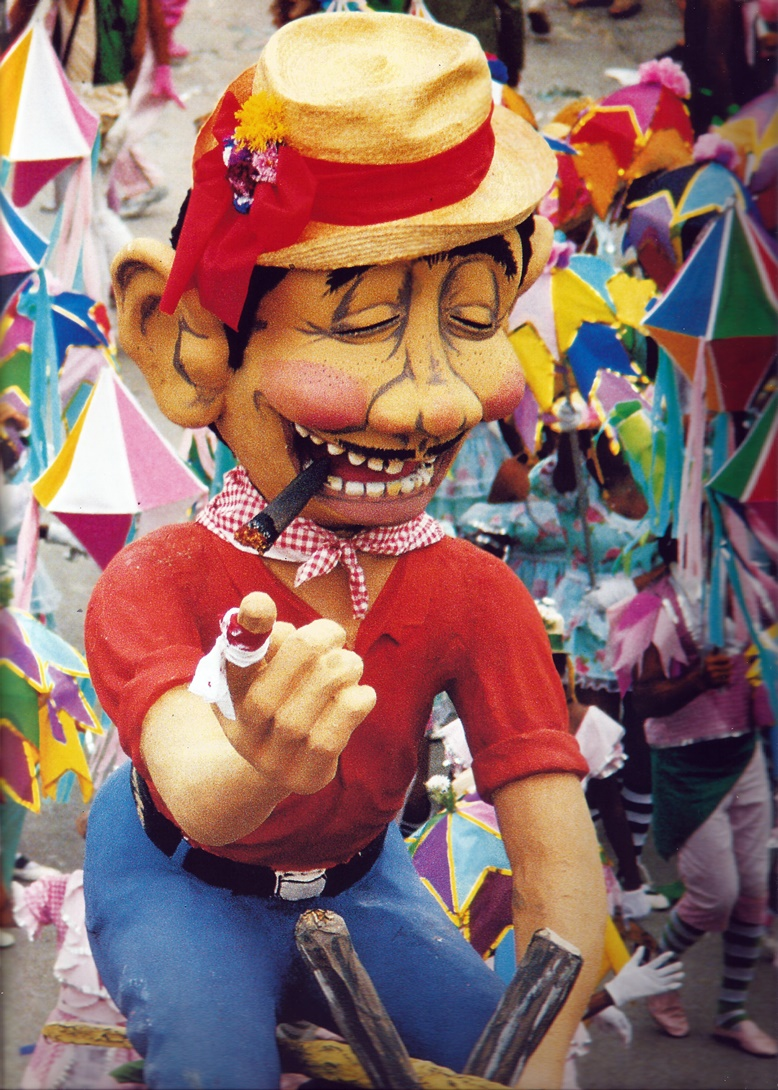
Quadripé "Mane Fogueteiro".

No setor sobre as músicas de festas juninas, as alas desfilaram cercadas por tripés enfeitados com bandeirinhas coloridas e balões.
- Ala Mirim: Adolescentes com bandeiras coloridas.
- Alas É com Nós Mesmo e Mocidade Serena: componentes com fantasias em verde e rosa e chapéu na forma de um balão.
- Quadripé "Mane Fogueteiro", em referência à música homônima de Braguinha, tinha uma grande escultura de um matuto caipira de formas caricatas.
- Ala Reencontro: componentes carregavam sombrinhas decoradas com bandeirinhas coloridas.
- Alas dos Hippies: componentes carregavam adereços em forma de balão colorido.
- O Casamento na Roça: componentes representando trabalhadores da roça.
- Quadripé na forma de uma carroça puxada por um burro com o casal de noivos em cima.
- Damas do Casamento: componentes representando os convidados da festa.

Setor 3: "Carnaval"
- Primeiro casal de mestre-sala e porta-bandeira, Delegado e Mocinha, com fantasias em tons de verde.

- Ala de casais de mestre-sala e porta-bandeira mirins.

- Ala de passistas. À frente desfilaram personalidade como o ator Eduardo Conde, as cantoras Beth Carvalho, Gretchen e Rosemary e o passista Gargalhada.
- Bateria da escola, com cerca de trezentos ritmistas liderados pelos mestres Ximbico e Taranta.

- Quadripé "Carnaval" com reproduções de coqueiros dourados. A cantora Marlene desfilou no alto do elemento com fantasia e peruca douradas. Também desfilaram outras mulheres representando as musas de Braguinha.
- Ala Mil e Uma Noites
- Ala Quem não É não se Mistura
- Ala Cheia de Razão
- Alas Menestréis, Ninguém É de Ninguém e Furacão
- Alas Deixa Comigo e Barões
- Quadripé "Estrela Dalva", prateado, decorado com espelhos e estrelas, fez referência a canção "As Pastorinhas" cuja letra diz "a estrela d'alva no céu desponta / E a lua anda tonta com tamanho esplendor".
- Ala de baianas, com fantasia cor-de-rosa com detalhes prata e pano da costa verde. À frente da ala desfilou a cantora Alcione.Ala de Baianas no desfile de 1984.

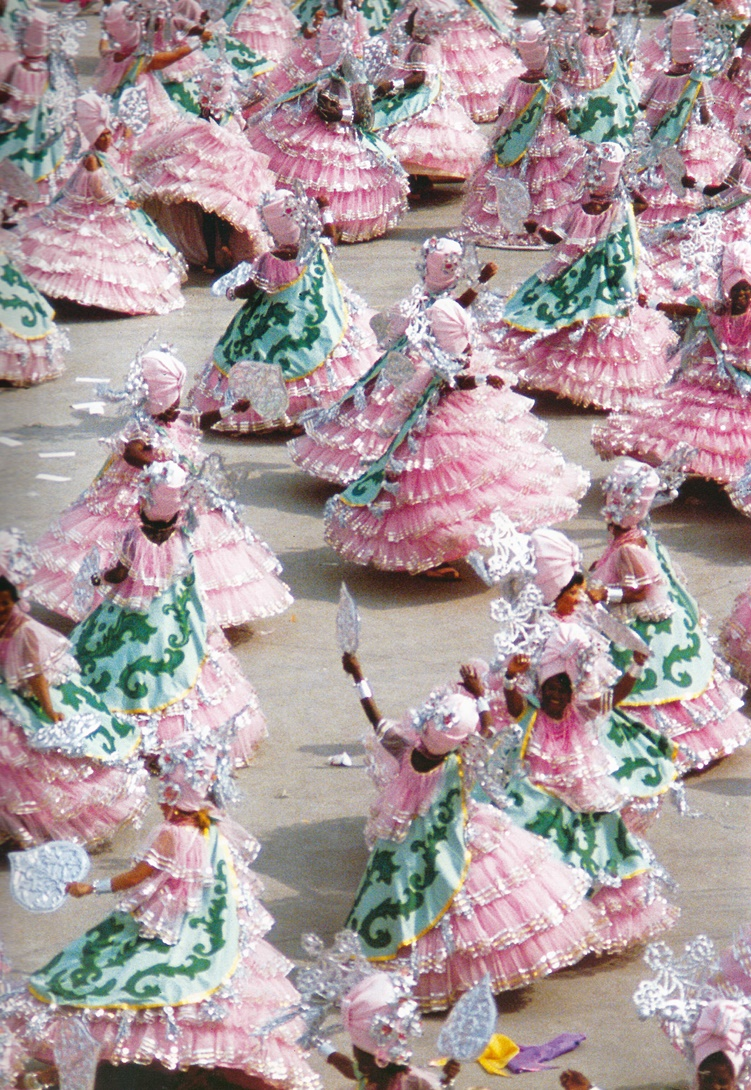
Ala de Baianas no desfile de 1984.

- Quadripé "Balancê" em referência à música "Balancê", que fez sucesso na voz da cantora Gal Costa. No alto do quadripé desfilou a drag queen Andréia Gasparelly, reconhecida por Gal como sua cover oficial.[26]
- Ala de Crianças, tendo a frente sua diretora, Dona Neuma. À frente da ala também desfilou a atriz Teresinha Sodré.

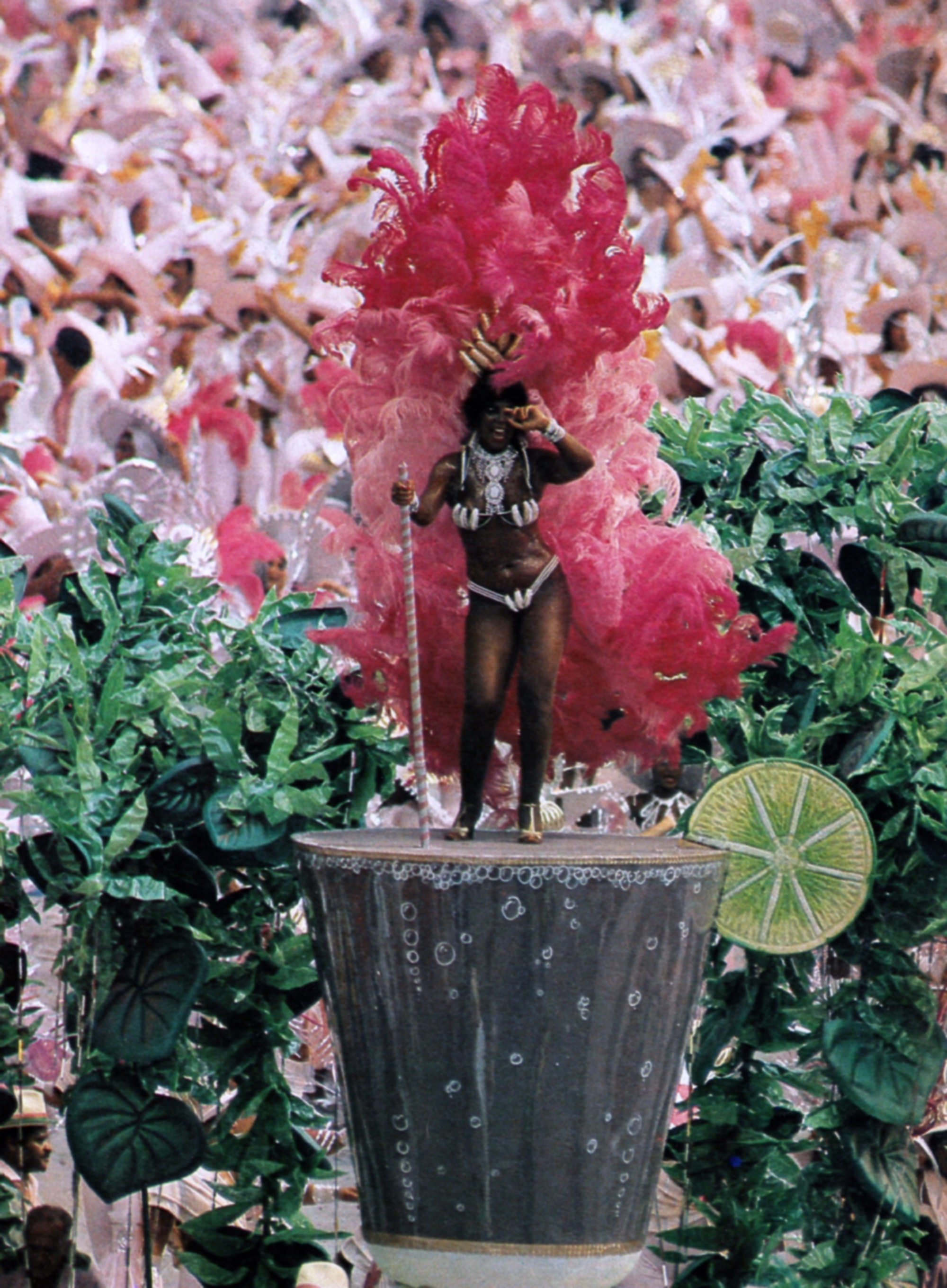
Tripé "Chiquita Bacana".

Em referência a marchinha "Yes, Nós Temos Banana", composta por Braguinha e Alberto Ribeiro.
- Quadripé "Banana, Menina, Tem Vitamina" com a escultura de um macaco que piscava o olho, além de reproduções de bananeiras. Wilma Dias desfilou no quadripé, em cima da reprodução de uma banana. A atriz era conhecida como Wilma da Banana, por conta de sua participação na abertura do humorístico Planeta dos Homens, em que ela saia de dentro de uma banana.[27]
- Ala do Toninho D'Oxóssi: componentes desfilaram com chapéu na forma de um cacho de bananas.

Em referência a marchinha "Touradas em Madrid", de Braguinha e Alberto Ribeiro.
- Três tripés com formas de touros vestindo roupas flamencas.
- Alas Copacabana e Brasas: componentes desfilaram com fantasias de espanhola e toureiro, inspirados na moda flamenca.
- Ala Eles e Elas: componentes desfilaram com traje tradicional característico dos toureiros espanhóis. O jogador Júnior desfilou na ala.
- Quadripé "Touradas em Madrid", tendo como destaque principal o cantor Sidney Magal vestido de toureiro.

Em referência a machinha "Pirata da Perna de Pau", de Braguinha:
- Ala Sambrasa.
- Alas dos Duques.
- Ala Independência da Bolívar.
- Alegoria 2: "Galera do Pirata da Perna de Pau" reproduziu um navio de guerra com componentes fantasiados de piratas.

Em referência a machinha "Tem Gato na Tuba", composta por Braguinha e Alberto Ribeiro:
- Ala Última Chance
- Alas Deixa Isso pra Lá, Nós Somos Assim, Chove e não Molha e Zicartola.
- Ala Eu Quero É Mais: componentes desfilaram com um chapéu em forma de cabeça de gato em referência à marchinha "Tem Gato na Tuba".
- Quadripé "Tem Gato na Tuba" com uma escultura caricata do então ministro do planejamento Delfim Netto.[28]

Em referência a marchinha "China Pau", composta por Braguinha e Alberto Ribeiro:
- Ala Flamenga: componentes desfilaram com figurino rosa e chapéu chinês de palha.
- Ala Arma Comigo que Você Sai: componentes desfilaram com fantasias cor-de-rosa com detalhes dourados e carregavam uma bandeira rosa com o desenho de um dragão chinês dourado.
- Quadripé "Pagode Chinês": reprodução de um pagode (templo) dourado e quatro cabeças de dragão chinês.

Em referência a marchinha "Chiquita Bacana", de Braguinha e Alberto Ribeiro:
- Ala Só Vai Quem Pode.
- Ala dos Seresteiros.
- Ala Dragões.
- Ala Dragões da Mangueira.
- Tripé "Chiquita Bacana": reprodução de um copo, decorado com limão. A modelo e atriz Wanda Moreno desfilou em cima do tripé, com uma fantasia de plumas cor-de-rosa e a reprodução de um cacho de bananas na cabeça.Tripé "Chiquita Bacana".

Em referência a marchinha "Pepita de Guadalajara", de Braguinha e Alberto Ribeiro:
- Ala V.C. Entende.

- Ala Comigo Ninguém Pode.
- Ala Acauã.
- Ala Opção.
- Alas Baianas Granfinas, Funcionários, Embaixadores, Príncipes.
- Alas Côrte, Mimosas, Depois Eu Digo.
- Tripé "Pepita de Guadalajara": reprodução de um grande sombrero mexicano.

A seguir, o desfile faz referência à figuras do carnaval antigo.
- Ala dos Reis e Grupo Renascença.
- Ala Panteras.
- Ala Brasinha e Brasões.
- Tripé "Pierrot": escultura de um pierrot acompanhada dos destaques de luxo Zinha, com fantasia verde, e Toninho D'Oxóssi, com fantasia rosa.
- Ala Moana: componentes desfilaram com fantasias de Arlequim em tons de verde.
- Alas Impossíveis, Embalo e Caçulinhas: componentes desfilaram com fantasias de Colombina, em tons de rosa, e carregando uma máscara carnavalesca.
- Ala Vendaval: componentes desfilaram com fantasias de Pierrot, em tons de rosa, e carregando a reprodução de um violão.Ala Vendaval com fantasias de Pierrot.

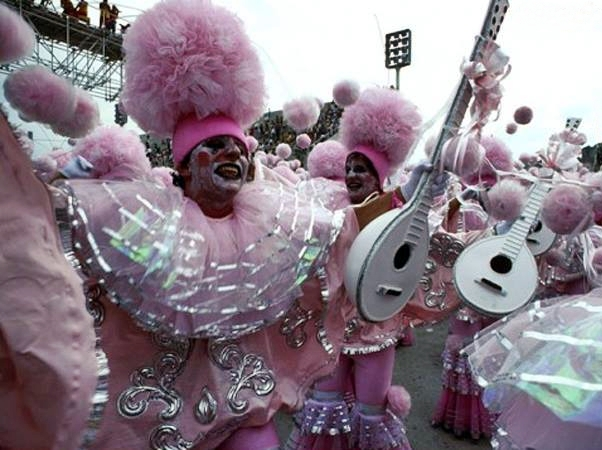
Ala Vendaval com fantasias de Pierrot.

- Alegoria 3: "Saudosismo". Toda decorada com espelho, tinha componentes fantasiados de Arlequim, Colombina e Pierrot.
- Velha Guarda da Mangueira.

A histórica meia-volta
Ao final da apresentação, o público desceu das arquibancadas e se juntou aos componentes da escola, dando meia-volta na pista e iniciando um novo cortejo no sentido contrário, da Praça da Apoteose para a Avenida Presidente Vargas, totalizando quase três horas de apresentação. O movimento entrou pra história do carnaval carioca como um dos momentos mais marcantes da folia.
Existem várias versões para a histórica meia-volta da Mangueira. Segundo o ex-presidente da escola, Elmo José dos Santos, que na época do desfile era ritmista, a meia-volta foi planejada pelo diretor de carnaval Pedro Paulo. Para o compositor Álvaro Luiz Caetano, que mais tarde seria presidente da Mangueira, o retorno aconteceu porque a escola não tinha dinheiro para contratar pessoas para empurrar as alegorias, optando pelo caminho mais curto de volta para o barracão, que era próximo ao início da passarela. O carnavalesco Max Lopes também alega que a escola já faria o caminho contrário para retornar ao barracão. Wanderson Gomes, filho da porta-bandeira Neide, diz que a volta ocorreu porque os portões da Praça da Apoteose estavam fechados.

## Recepção dos especialistas
Luiz Eduardo Rezende, do Jornal do Brasil, escreveu que "a nova Mangueira, do verde e rosa suaves e alegorias de extremo bom gosto foi, sobretudo, emoção" e que "a evolução da escola teve pequenas falhas, buracos entre algumas alas, logo corrigidas, mas foi sempre solta, com os figurantes sambando à vontade".
No debate do Estandarte de Ouro, o jornalista José Carlos Rego apontou que "a Mangueira teve dois desfiles, um até o meio e outro do meio até o final. Até o meio foi ótimo e até o final foi péssimo". O jornalista Carlos Lemos discordou de Rego, e pontuou que a escola "manteve a harmonia durante todo o tempo". Para Sérgio Cabral, "houve buracos" e "tinha uma ala de passo marcado execrável, que ajudou a desorganizar mais ainda. Felizmente ela se recuperou, graças ao entusiasmo que provocou no final". Para Maria Helena Theodoro, a Mangueira conseguiu vencer os problemas, "retomar a harmonia perfeita e se manter até o final corretamente". A carnavalesca Maria Augusta elogiou o desfile, apontando que "mesmo que a Mangueira não ganhe no júri, sabe que ganhou entre o povo".

## Julgamento oficial
A Mangueira foi a campeã do desfile de segunda-feira, conquistando seu 13.º título no carnaval, quebrando o jejum de dez anos sem conquistas. A apuração das notas foi realizada na quarta-feira de cinzas, dia 7 de março de 1984, no Maracanãzinho. De acordo com o regulamento, os julgadores podiam distribuir notas de cinco à dez. Dos vinte jurados, apenas dois não deram nota máxima (dez) à escola. A Mangueira perdeu apenas dois pontos: um no quesito Conjunto e outro em Comissão de Frente; vencendo com sete pontos de vantagem sobre a vice-campeã, Mocidade. Abaixo, as notas recebidas pelo desfile da Mangueira:
| Legenda: J1 Julgador 1 J2 Julgador 2 |

|         |         |              |              |          |          |          |          |          |          |        |        |           |           |                    |                    |                              |                              |                      |                      | Cron. | Conc. | Total |
| Bateria | Bateria | Samba-Enredo | Samba-Enredo | Harmonia | Harmonia | Evolução | Evolução | Conjunto | Conjunto | Enredo | Enredo | Fantasias | Fantasias | Comissão de Frente | Comissão de Frente | Mestre-Sala e Porta-Bandeira | Mestre-Sala e Porta-Bandeira | Alegorias e Adereços | Alegorias e Adereços | Cron. | Conc. | Total |
| J1      | J2      | J1           | J2           | J1       | J2       | J1       | J2       | J1       | J2       | J1     | J2     | J1        | J2        | J1                 | J2                 | J1                           | J2                           | J1                   | J2                   | Cron. | Conc. | Total |
| 10      | 10      | 10           | 10           | 10       | 10       | 10       | 10       | 9        | 10       | 10     | 10     | 10        | 10        | 9                  | 10                 | 10                           | 10                           | 10                   | 10                   | 5     | 5     | 208   |

## Premiações
A Mangueira foi a agremiação mais premiada do Estandarte de Ouro de 1984, recebendo quatro prêmios, incluindo o principal, de melhor escola.
- Melhor escola
- Melhor porta-bandeira (Mocinha)
- Melhor passista masculino (César Augusto da Graça, o "Índio")
- Destaque feminino (Maria Helena Abraão Vieira)

## Supercampeonato
No sábado seguinte ao carnaval, a Mangueira participou do Supercampeonato, também realizado no sambódromo. A escola foi a décima, e última, a desfilar, iniciando sua apresentação por volta das nove horas da manhã de domingo, sob forte sol. A escola foi saudada pelo público com gritos de "campeã" e repetiu a meia-volta na pista realizada no desfile de segunda-feira. Confirmando o favoritismo, a Mangueira se sagrou supercampeã, conquistando seu 14.º título no carnaval. A apuração das notas foi realizada na noite de domingo, dia 11 de março de 1984, no Maracanãzinho. De acordo com o regulamento, os julgadores podiam distribuir notas de cinco à dez. Os quesitos Alegorias e Adereços, Enredo e Fantasias não foram avaliados. A escola perdeu apenas um ponto, no quesito Bateria, vencendo com dois pontos de vantagem sobre a vice-campeã, Portela. Abaixo, as notas recebidas pela Mangueira no Supercampeonato:
| Legenda: J1 Julgador 1 J2 Julgador 2 |

|         |         |              |              |          |          |          |          |          |          |                    |                    |                              |                              | Total |
| Bateria | Bateria | Samba-Enredo | Samba-Enredo | Harmonia | Harmonia | Evolução | Evolução | Conjunto | Conjunto | Comissão de Frente | Comissão de Frente | Mestre-Sala e Porta-Bandeira | Mestre-Sala e Porta-Bandeira |       |
| J1      | J2      | J1           | J2           | J1       | J2       | J1       | J2       | J1       | J2       | J1                 | J2                 | J1                           | J2                           |       |
| 9       | 10      | 10           | 10           | 10       | 10       | 10       | 10       | 10       | 10       | 10                 | 10                 | 10                           | 10                           | 139   |

## Reedição
O enredo foi reeditado pela escola de samba mirim Mangueira do Amanhã no carnaval de 2007, como forma de homenagear mais uma vez o compositor Braguinha, morto em 24 de dezembro de 2006.